# Meshino Soma
Meshino Soma (sinh ngày 20 tháng 5 năm 2001) là một cầu thủ bóng đá người Nhật Bản.

## Sự nghiệp câu lạc bộ
Meshino Soma hiện đang chơi cho Gamba Osaka.